# Crops

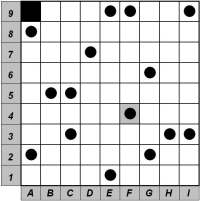

Le Crops est un casse-tête de tablier (plateau)  basé sur le reptyl que l'on peut rapprocher des Dédales et labyrinthes.

## Types de tabliers
Comme pour reptyl, il se pratique de préférence sur un plateau de 9 sur 9. Une version simplifiée d'initiation peut se jouer sur un plateau de 5 sur 5.

## Règles du jeu

### Principe
Ce jeu en solitaire est dérivé du jeu de reptyl mais il n'est pas nécessaire de connaître ce dernier pour pratiquer.
Une seule case est libre, pour le reste, un long serpent de pions, alternativement rouges (cinq) puis verts (également cinq) recouvre le plateau. 
Le but du jeu est de retrouver ce parcours (un des parcours possibles. (Dans les versions simples, la solution n'est pas unique).
La grille de départ propose des indices de différentes natures (position, numérotation, orientation, couleur) permettant de retrouver le fil.
Il s'agit donc de retrouver les 16 coups d'une partie fictive de reptyl au cours de laquelle les deux joueurs auraient rempli la presque totalité du plateau,(les 16 x5 pions des deux joueurs) excepté une case (noire).

### But du jeu
Le but du jeu est donc de placer les séries de pions rouges et verts et de déterminer le parcours qui remplit l'ensemble du plateau moins une case, en compatibilité avec les indices :
- pour les grilles en pions monochrome : que chaque premier pions d'une série de 5 soit sur l'un des pions donné.
- pour les grilles en pions bicolores : même chose avec l'exigence que les couleurs correspondent
- Pour les grilles en pions numérotés : même chose avec l'exigence que les numéros correspondent à celui de la série de pions
- Pour les grilles en zones de couleur (rouge et vert) : que la couleur du pion corresponde à celle de la case.

### Exemple de solution

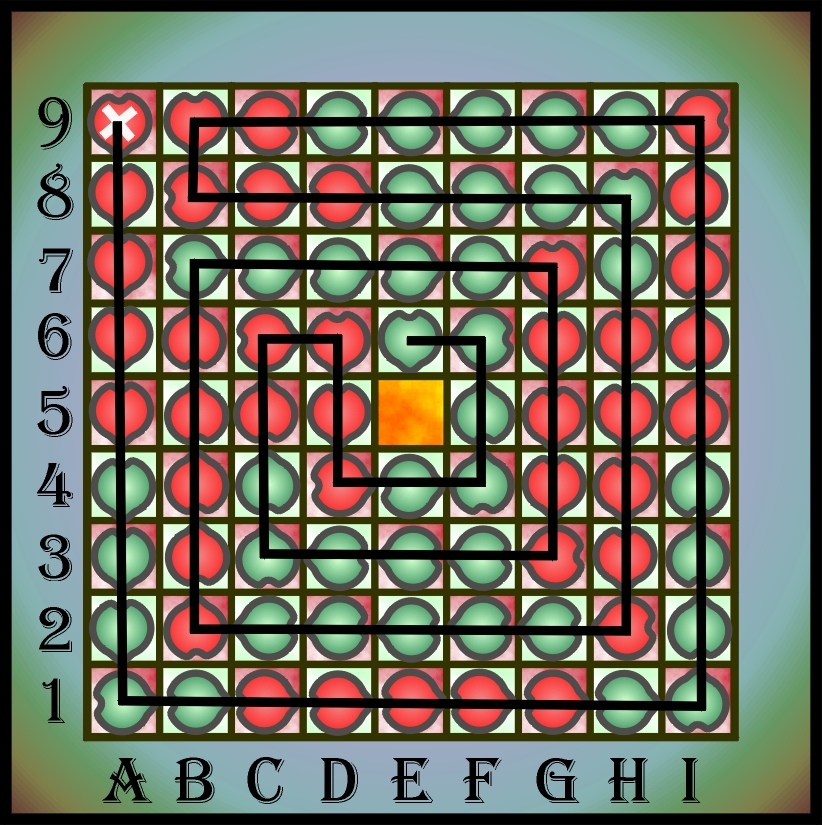

À partir de la grille donnée plus haut, la solution ci-contre est possible.
Le trait continu indique le trajet du Reptyl, celui-ci satisfait la règle.
Chaque suite de cinq pions ne touche qu'une seule croix. Cet exemple est particulièrement simple puisque chaque croix correspond en fait au premier pion joué.
Pour un exemple animé 

### Situation de départ
Différents grilles de départ peuvent être proposées correspondant à des difficultés variables du jeu

#### Grilles en pions monochromes
La grille la plus simple,

et la plus difficile,

ne donne que l'emplacement des premiers pions de chaque série 

(de cinq dans la version classique)
L'unique case vide est en noir.
Une case grisée indique le premier pion joué.

#### Grilles en pions bicolores

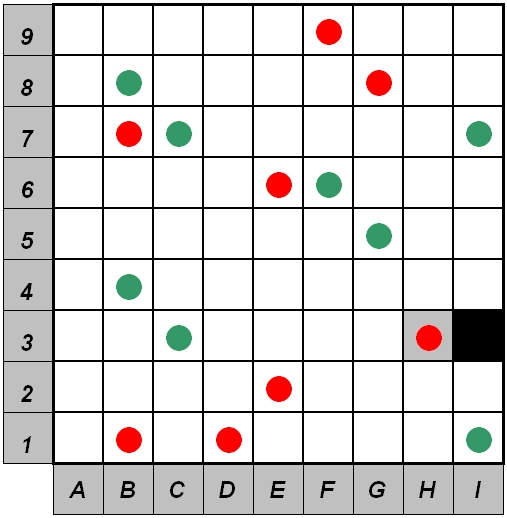
Exemple de grille à remplir en pions bicolores.

Une version d'un niveau de difficulté inférieur donne,
 
en plus de l'emplacement des premiers pions de chaque série 

(de cinq dans la version classique), 

la couleur de ceux-ci

On sait ainsi quel est le joueur 

(rouge ou vert dans la version couleur) 

qui joue ce premier pion.
Ce renseignement supplémentaire, élimine la moitié des choix 

il divise donc la difficulté d'un facteur bien supérieur à deux.
Ici encore, l'unique case vide est en noir.
Une case grisée indique le premier pion joué.

#### grilles en pions orientés

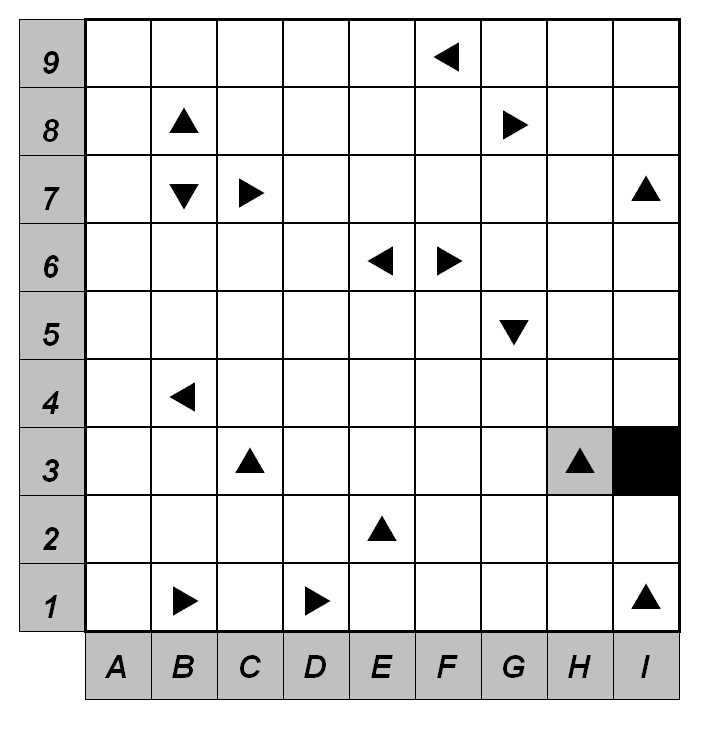
Exemple de grille à remplir en pions orientés.

Une autre version d'un niveau de difficulté encore inférieur donne,
 
en plus de l'emplacement des premiers pions de chaque série 

(de cinq dans la version classique), 

la direction dans laquelle se joue le coup suivant

De cette manière, on peut déduire la position de 16 pions supplémentaires
et leur couleur
Ce renseignement supplémentaire, élimine dans certains cas les trois quarts des choix 

(il donne en fait 16 pions supplémentaires et leur couleur)
il divise donc la difficulté d'un facteur bien supérieur à quatre.
Ici encore, l'unique case vide est en noir.
Une case grisée indique le premier pion joué.

#### Grilles en zones de couleurs

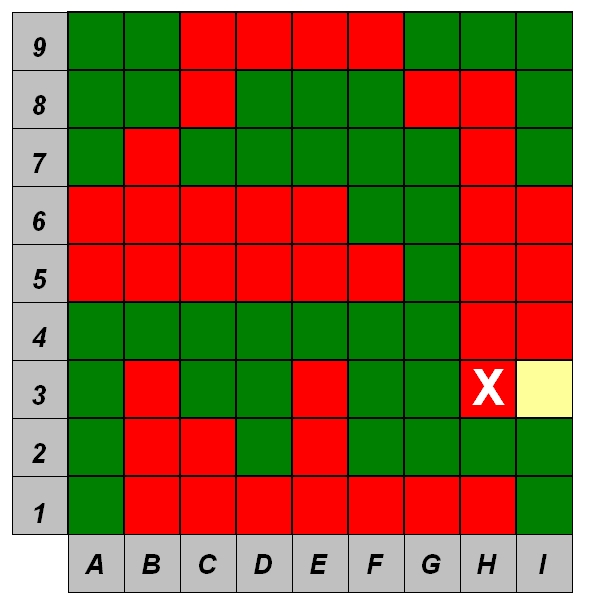
Exemple de grille à remplir en zones de couleurs.

Une quatrième version associée à un niveau de difficulté important
 
ne donne aucun des emplacements de pion 

mais la couleur de ceux-ci 

chaque case est donc colorée en rouge (40), vert (40) ou noir (1)

La case de départ (rouge) est marquée d'une croix blanche
La difficulté de ce type de grille dépend beaucoup du type de parcours

en effet, un grand nombre de cases, rouges ou vertes, contiguës

rend très difficile le repérage des séries de 5 pions.
Ici encore, l'unique case vide est en noir.
Comme indiqué précédemment, une case marquée d'une croix blanche
 
indique le premier pion joué.

#### Grilles en pions numérotés

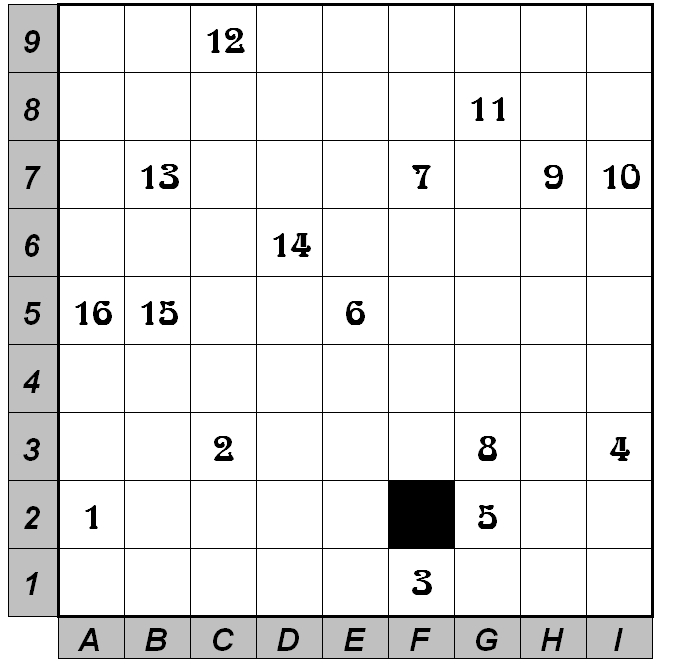
Exemple de grille à remplir en pions numérotés.

C'est la grille la plus facile à élucider,

puisque du point numéro 1 il faut rejoindre le 2 en cinq coups. 

(dans la version classique)
L'unique case vide est ici aussi, en noir.

#### Mode expert
En mode expert, l'espace est considéré comme sans limite mais bouclé sur lui-même.
Ainsi on "sort" d'un bord pour "pénétrer" à nouveau sur l'espace de jeu par le bord en vis-a-vis.
Exemple de grille solution

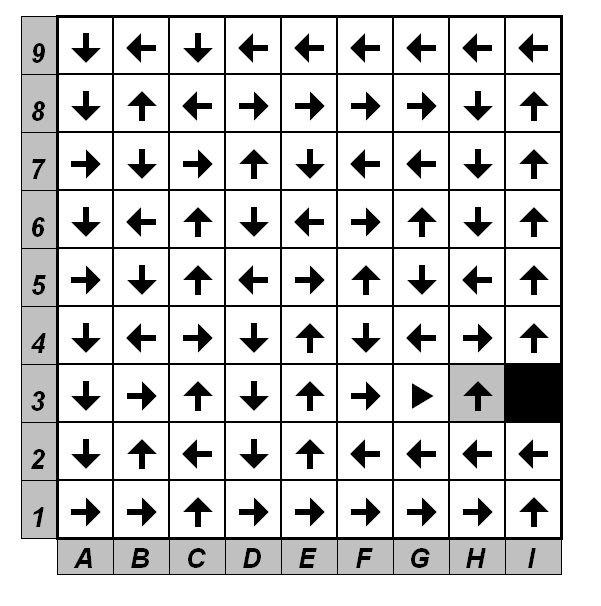
Exemple de solution (fléché)
Les flèches indiquent le parcours des pions (alternativement 5 rouges et 5 verts).

Une autre présentation de la solution donne le parcours complet avec les couleurs des séries de pions
Cette grille solution correspond aux quatre grilles données en exemple